# Captura de Damasco (1920)
La captura de Damasco (1920) fue la etapa final de la Guerra franco-siria, cuando las fuerzas francesas capturaron Damasco con poca resistencia. Puso fin al Reino Árabe de Siria, entrando en efecto el Mandato francés de Siria. Poco después, en septiembre de 1920, Damasco fue declarada como capital del Estado de Damasco bajo mandato francés.

## Historia
La guerra de los hashemitas contra los franceses, que estalló en enero de 1920, se convirtió rápidamente en una campaña devastadora para el recién proclamado Reino Árabe de Siria. Preocupado por resultar una larga y sangrienta guerra con los franceses, el rey Faisal en persona se rindió el 14 de julio de 1920, pero su mensaje no llegó al ministro de defensa, el general Yusuf al-'Azma, quien ignorando al rey, dirigió un ejército hacia Maysalun para defender a Siria del avance francés. La batalla de Maysalun concluyó con una devastadora derrota siria. Las tropas francesas capturaron Damasco el 24 de julio de 1920.
Las tropas francesas encontraron poca resistencia de los habitantes de Damasco, aunque hubo algunos tiroteos entre los franceses y los residentes en los vecindarios de Shaghour y Midan, a la entrada de las tropas francesas. Al día siguiente, se estableció un gobierno profrancés bajo la dirección de 'Ala al-Din al-Tarubi.